# 6365 Nickschneider
6365 Nickschneider este un asteroid din centura principală de asteroizi.

## Descriere
6365 Nickschneider este un asteroid din centura principală de asteroizi. A fost descoperit pe 1 martie 1981 la Siding Spring de Schelte J. Bus. Asteroidul prezintă o orbită caracterizată de o semiaxă mare de 2,86 ua, o excentricitate de 0,21 și o înclinație de 8,3° în raport cu ecliptica.